# Louise Jopling
Pour les articles homonymes, voir Jopling.
Louise Jane Goode, connue sous le nom de Louise Jopling ou Louise Rowe (16 novembre 1843 à Manchester - 19 novembre 1933 à Chesham Bois) est une peintre et poétesse anglaise de l'époque victorienne.
Elle est l'une des plus importantes femmes artistes de sa génération,. Féministe, elle milite pour l'accès des femmes à l'art et pour le suffrage féminin.

## Biographie

### Premières années

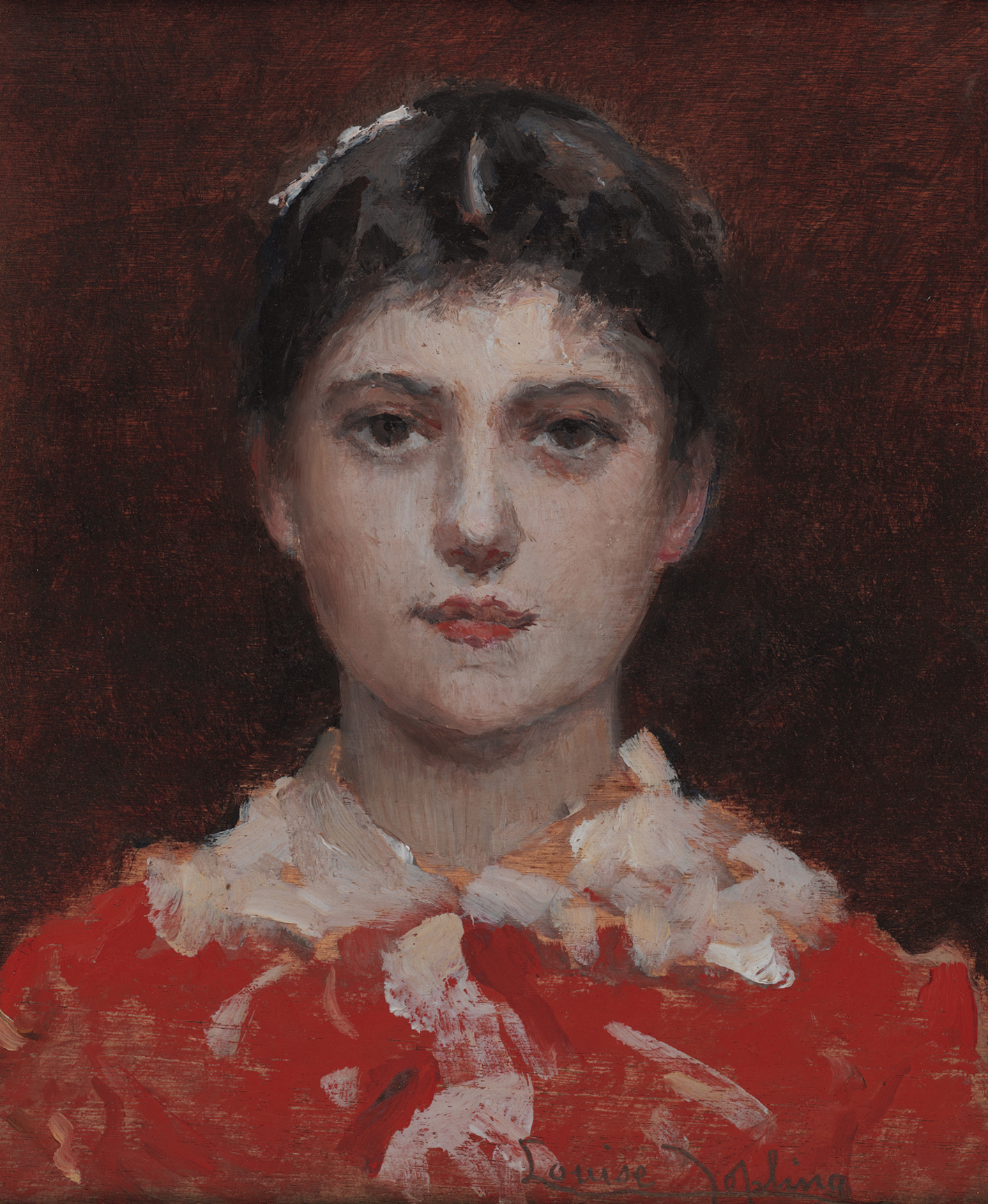
Self-portrait No 2 in Red par Louise Jopling.

Louise Jane Goode naît à Moss Side, à Manchester. Elle est la cinquième des neuf enfants de l'entrepreneur ferroviaire Thomas Smith « T. S. » Goode et sa femme Frances. A l'âge de 17 ans, elle est déjà orpheline. 
En 1861, elle rencontre et épouse le fonctionnaire Francis « Frank » Romer. Ils ont deux enfants à Londres avant de s'installer à Paris lorsque Romer devint secrétaire du baron Nathaniel de Rothschild.  
Romer montre des croquis au crayon de son épouse à la baronne de Rothschild, qui propose à Louise d'étudier l'art. Après avoir suivi des cours au lycée technique de Paris, Louise travaille à l'atelier de l'artiste et graveur anglo-français Charles Joshua Chaplin qui n'accepte que des étudiantes (dont Mary Cassatt fait partie) : Louise peut donc étudier l'anatomie à partir de modèles nus. Elle étudie également auprès de l'artiste Alfred Stevens. 
Romer est limogé par le baron en raison de son addiction au jeu, mais Louise reste en bon termes avec les Rotschild, peignant plusieurs portraits de membres de la famille. 
De retour à Londres, elle fréquente la Leigh's School of Art. Elle est soutenue par des mécènes tels que l'écrivain et journaliste Charles Shirley Brooks, rédacteur en chef de Punch. Plus tard, elle contribue aux illustrations de Punch et est également l'inspiration de certains dessins satiriques de George du Maurier. Elle expose pour la première fois son travail au Salon de Paris. Elle expose pour les expositions de la Royal Academy entre 1870 et 1873, en tant que Louise Romer. 
Son fils Geoffrey meurt en bas âge et le couple a un nouvel enfant, Hilda. Romer abandonne le foyer. En 1871, grâce à la loi sur la propriété des femmes mariées de 1870 qui permet aux femmes mariées de pouvoir détenir leur propre argent, et bien que terrifiée à l'idée de perdre la garde de ses enfants, elle demande le divorce. Louise dénonce les adultères fréquents de Romer, sa consommation excessive d'alcool et la violence envers sa femme et ses enfants lors du procès. Romer ne se présente pas au tribunal pour plaider sa cause. Louise obtient à la fois une séparation de corps, la garde exclusive de ses enfants et un ordre d’éloignement. En 1873, sa fille Hilda meurt avant son troisième anniversaire. Romer meurt la même année à New York. Des enfants de son premier mariage seul un fils, Percy Romer, survit à l'enfance. Pour subvenir aux besoins de sa famille, elle expose et donne des cours. Elle est de plus en plus déçue par le monde de l'art dominé par les hommes : « Je déteste être une femme, les femmes ne font jamais rien ».  

### Second mariage et succès

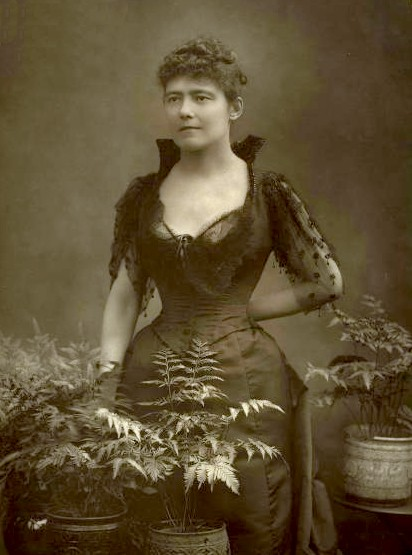
Louise Jopling par Herbert Rose Barraud.

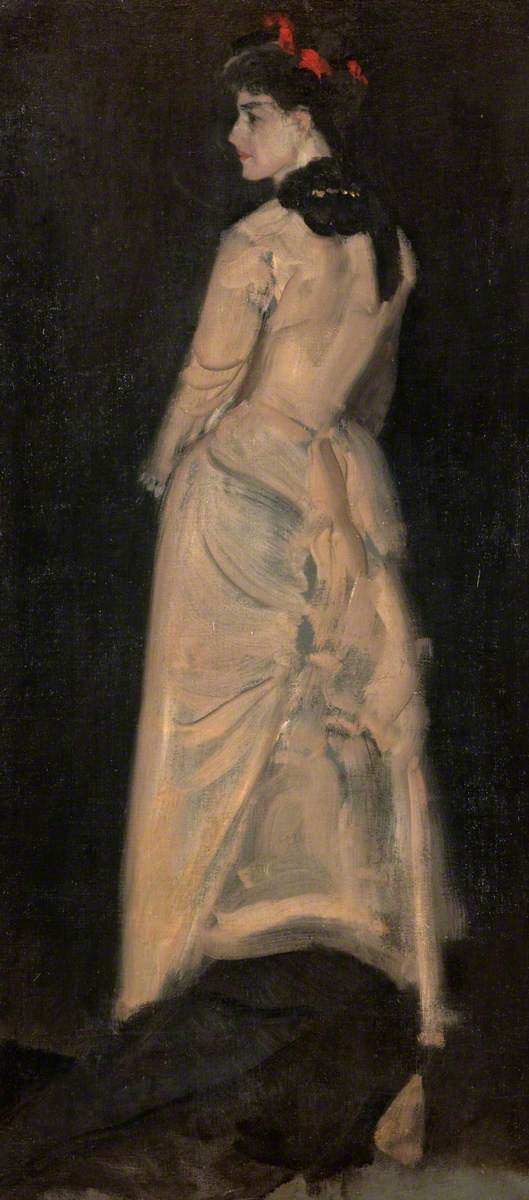
Harmony in Flesh Colour and Black Mrs Louise Jopling (1877) par Whistler.

En 1874, Louise épouse Joseph Middleton Jopling, de 12 ans son aîné, artiste de Vanity Fair et récemment retraité de la fonction publique, en 1874. Son fils Percy a alors 12 ans. Pendant les années de son mariage avec Jopling, elle devient la principale source financière de la famille : « Elle a trouvé cette responsabilité lourde et stressante, nécessitant une production constante, des ventes régulières et une recherche constante de commandes et de clients. En 1879, malgré sa propre maladie et celle de son fils Percy, elle produisit dix-huit œuvres ».  
Elle expose son tableau d'inspiration orientale Five O'Clock Tea à la Royal Academy en 1874 et le vend pour £400. Five Sisters of York est présenté à l'exposition internationale de Philadelphie en 1876, It Might Have Been à l'exposition inaugurale de la Grosvenor Gallery en 1877, et The Modern Cinderella à l'Exposition de Paris de 1878. 

En 1887, le magazine mondain The Lady's World décrit son cercle social : 
« Une année nous avons son portrait, magnifiquement dessiné par Millais, ornant les murs du Grosvenor ; la saison suivante, elle apparaît comme l'héroïne d'un roman "de société" sous la plume d'un écrivain populaire. Une semaine, nous voyons son salon dessiné par M. Du Maurier dans Punch, avec des croquis de sa vie et celle de ses amis ; la semaine d'après, elle apparaît sous un autre nom comme l'héroïne d'un de ces contes de ville et de campagne presque malveillants qui amusent les lecteurs d'un journal mondain... Au-dessus de la cheminée est suspendu son portrait, peint par son vieil ami Sir John Millais, qui fit tant sensation au Grosvenor il y a un an ou deux… Ici, on trouve toujours M. James Whistler et M. Oscar Wilde, discutant des problèmes éternels de l'art ; tandis que Sir John Millais, M. Sargent et M. George Boughton sont des alliés fidèles du sujet de notre croquis. Les dames Archibald et Walter Campbell manquent rarement une fête ».
Joseph Middleton Jopling est le témoin de mariage de Whistler avec Beatrix Godwin en 1888. Ils ont un fils né en 1875, Lindsay Millais Jopling, nommé d'après ses deux parrains Sir Coutts Lindsay, fondateur de la Grosvenor Gallery et John Everett Millais. 

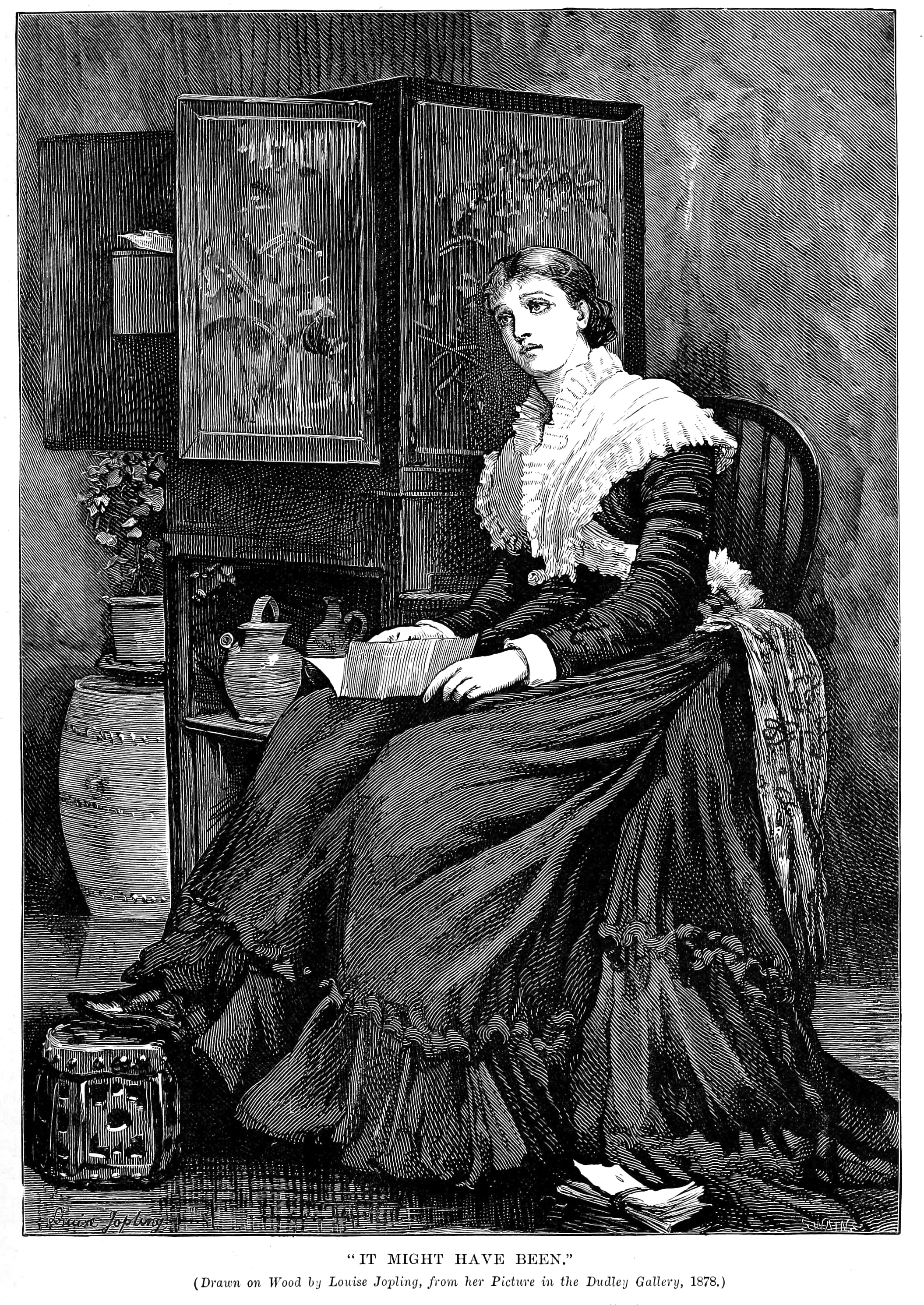
It Might Have Been (1878) par Louise Jopling.

Oscar Wilde et Louise évoluent dans les mêmes cercles : Ellen Terry et Lillie Langtry posent pour elle. Elle rencontre Oscar Wilde lors d’une après-midi musicale donnée par Lady Lindsay. Plus tard, Oscar l'invite à prendre le thé avec Lillie Langtry et l'actrice polonaise Helena Modjeska, et offre à chacune d’elles un lys. Oscar l'admire énormément et arrive souvent à l'improviste chez elle dans sa maison de Chelsea. À une occasion, elle lui ouvre la porte et le trouve debout dehors avec un gros serpent enroulé autour du cou. 

### Troisième mariage et militantisme

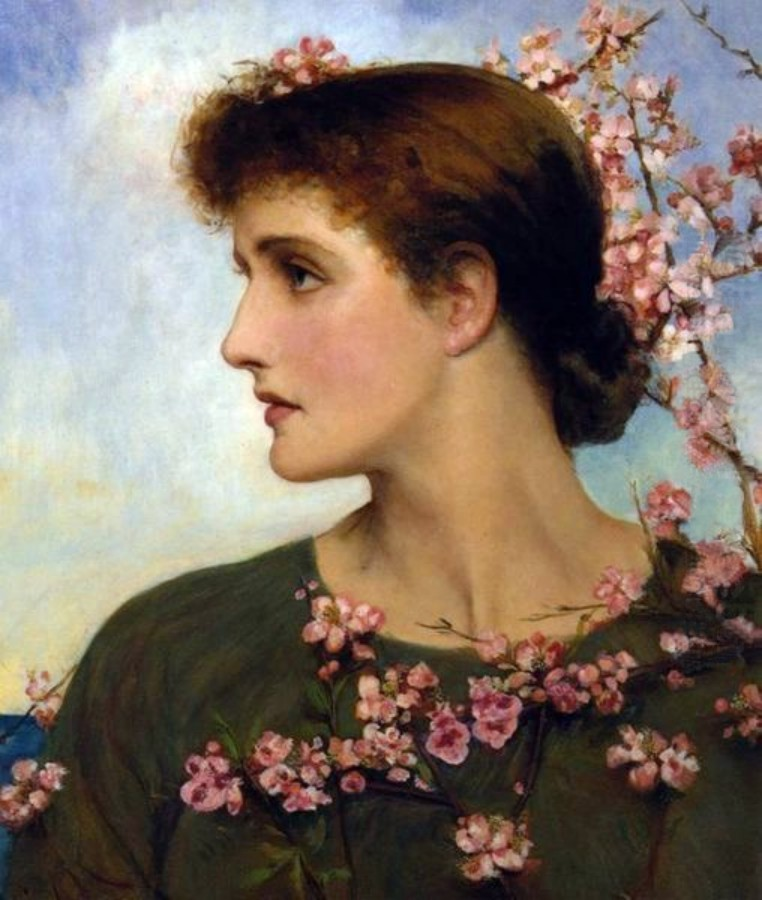
Phyllis (1883) par Louise Jopling.

En tant que femme, elle n'a pas droit aux mêmes honoraires que les artistes masculins de l'époque. En 1883, elle perd une commission de 150 guinées remportée par Millais, payé 1 000 guinées pour le même projet. 

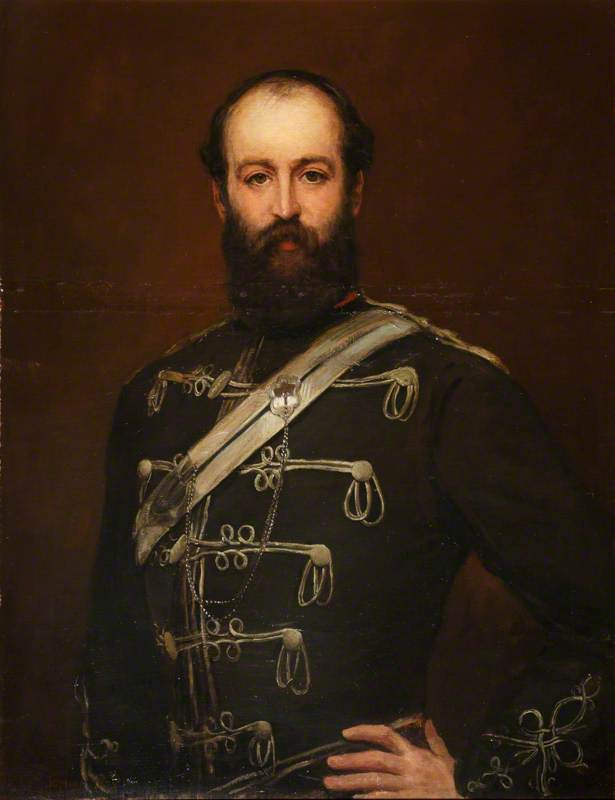
Sir Nathan Mayer de Rothschild (1877) par Louise Jopling.

À l'été 1888, lors d'un dîner, alors que Whistler et Béatrice Godwin apparaissent pour la première fois en public en couple, avec Henry Labouchère ils insistent pour qu'ils se marient avant la fin de la semaine, ce qui fut fait le 11 août 1888.
Elle écrit des livres sur la peinture pour faciliter l'apprentissage des femmes.  

## Œuvre partielle

### Tableaux
- Five O'Clock Tea (1874)
- Portrait of J. M. Jopling (vers 1874)
- Five Sisters of York (1876)
- Constance de Rothschild (1876)
- It Might Have Been (1877)
- Sir Nathan Mayer de Rothschild, in the uniform of the Buckinghamshire Yeomanry (1877)
- The Hon Evelina Rothschild (1877)
- Weary Waiting (1877)
- Selfportait (1877)
- A Modern Cinderella (1878)
- Annie de Rothschild (1878)
- Phyllis (1883)
- Ellen Terry as Portia (1883)
- Salomé (1885)
- Portrait of Samuel Smiles (1887)
- Miss Mabel Collins (1888)
- Blue and White (1896)
- Portrait of a lady with flowers (1896)
- Stella (vers 1907)
- The Painter's Son
- Portait of Sir Henry Thompson
- Portrait of a girl holding a bouquet of daffodils
- Portrait of a lady, seated, holding a basket of flowers
- Portrait of Mr. Lionel Midpath
- Portrait of a Scottish girl
- A young beauty
- A young woman reading a letter
- A Spanish beauty

### Autobiographie
- Twenty Years of My Life (1925)

### Non-fiction
- Hints to Amateurs: A Handbook on Art (1891)

### Poésie
- Poems (1913)